# Salvador Cardenal Argüello
Para el cantautor nicaragüense, véase Salvador Cardenal Barquero
Salvador Cardenal Argüello (León, 29 de octubre de 1912 - Managua, 1 de septiembre de 1988) fue un etno-musicólogo e investigador nicaragüense recordado como el mayor difusor de la música nacional y el pionero de la radiodifusión cultural en Nicaragua.

## Biografía
Estudió bachillerato en el Colegio Centroamérica en 1931 educado por jesuitas mexicanos.

### Investigador y recopilador cultural
Viajó por todo el país en el rescate de la música popular nicaragüense, concentrándose más en los sones de toro o de cacho y en los sones de marimba.
Se integró al movimiento de rescate de identidad cultural nacional nicaragüense llegando a ser tesorero de la Cofradía del Taller San Lucas dirigida por el poeta Pablo Antonio Cuadra.

### Radiodifusor cultural
Como emprendedor fue fundador de Radio Centauro en la década de los 50 y de Radio Güegüense el 7 de noviembre de 1967 con el propósito de dar a conocer la música nicaragüense y la música clásica de los grandes maestros universales.
Como educador, sus «Pequeñas Lecciones de Música: de un aficionado para aficionados» transmitidas por Radio Güegüense, sembraron en el espíritu de muchos nicaragüenses el gusto por la música culta.

## Reconocimiento
En su honor se creó la Orden de la Excelencia Cultural "Salvador Cardenal Argüello" que es otorgada por el Concejo Municipal de Managua a personalidades nacionales y extranjeras que se destacan en la investigación y promoción cultural.
La declaración de Radio Güegüense como Patrimonio Cultural Inmaterial de la Nación mediante Ley n.º 709, aprobada el 18 de noviembre de 2009 y publicada en La Gaceta n.º 243 del 23 de diciembre de 2009.

## Distinciones
- Orden de la Independencia Cultural "Rubén Darío" otorgada por la Junta de Gobierno de Reconstrucción Nacional según Decreto n.º 968 del 6 de febrero de 1982 y publicado en La Gaceta n.º 41 de 19 de febrero de 1982.
- Premio "Béla Bartók" a la investigación musical otorgado por el gobierno de Hungría.
- Premio "Heitor Villa-Lobos" de musicología otorgado por .
- Medalla Personalidad Prominente de la Música Latina otorgada por la Voz de América (VOA) en reconocimiento a sus méritos como un gran radiodifusor de la música latina.
- Medalla de Excelencia Musical otorgada por la Fundación "Marin Marais" -dos años después de su desaparición física- como merecido galardón a sus «Pequeñas Lecciones de Música».[3]